# Oliveros (Argentina)
Oliveros es una localidad del departamento Iriondo, provincia de Santa Fe, Argentina. Se ubica a la vera de la Ruta Nacional 11, a 122 km de la ciudad de Santa Fe, a 80 km de Cañada de Gómez (cabecera departamental), y a 55 km al noroeste de la ciudad de Rosario.

## Localidades y parajes
- Oliveros 5,667 habitantes (Indec, 2022)
- Villa La Rivera 171 habitantes (Indec, 2001)
- Parajes
  - Colonia Dr. A. Irigoyen Freyre
  - Colonia Psiquiátrica
  - "Km 127"

## Ubicación geográfica
Oliveros está situado en la provincia de Santa Fe, sobre la ruta nacional número 11 y vías del ferrocarril General Belgrano, a escasos metros de la autopista "Brigadier General López", entre las ciudades de Rosario y Santa Fe, en el punto exacto entre los kilómetros 351/352 de la citada ruta nacional.

## Antecedentes históricos
La localidad fue primitivamente llamada "Carcarañá abajo", según consta en los antiguos textos proporcionados por el Museo Histórico del Convento de San Carlos de la ciudad de San Lorenzo.

## Datos fundacionales
Hasta 1906, el pueblo y la colonia de Oliveros se hallaban dentro de la jurisdicción de Serodino; una comisión de vecinos solicita la creación de una comisión de fomento que administre los bienes comunales y atienda la conservación de calles y caminos al gobierno de Santa Fe, la cual queda constituida el 22 de mayo de 1906. En 1908, se declara oficialmente la fundación del pueblo de OLIVEROS, por iniciativa de la señora FELISA RODRÍGUEZ DE OLIVEROS, quien realiza las gestiones pertinentes ante el señor gobernador de la provincia de Santa Fe, doctor Pedro Echagüe, y solicita la aprobación del trazado de dicho pueblo, a cuyo efecto acompaña copia de la planta urbana, que consta de 80 manzanas, y a la vez ofrece la donación de los terrenos destinados a la plaza pública, escuela, iglesia y juzgado de paz, mediante el decreto provincial de fecha 17 de marzo de 1908.

## Primeros pobladores
Señor Carlos Donato, propietario de un almacén de ramos generales. Señor y señora Oliveros, estancieros; señor Minervino Gómez, carnicero. Señor Gregorio Stagno, maestro particular. Señor Santiago Cruceño, conductor de diligencia; señor José Calandriello, propietario de fonda. Señor Jacinto Barrera, capataz de estancia, entre otros.

## INTA
La localidad posee una Estación Experimental Agropecuaria, del Instituto Nacional de Tecnología Agropecuaria.

## Reserva hídrica del río Carcarañá
Es un área natural protegida creada por Decreto N.º 1579/12, enmarcado en la Ley N.º 12.175 del Sistema Provincial de Áreas Naturales Protegidas.
Se extiende dentro de la provincia de Santa Fe en una franja que abarca 300 metros de cada margen del río Carcarañá en todo su recorrido por la provincia.
"La longitud aproximada de esta reserva es de 167 kilómetros y se estima que tiene una superficie de 10 020 hectáreas"
En la localidad de Oliveros, con aproximadamente 25 km de costa sobre el río Carcarañá, el área natural protegida abarca alrededor de 750 hectáreas.

## Personalidades
- Carlos Carlino, escritor